# Саман Годос
Саман Годос (перс. سامان قدوس‎‎, швед. Saman Ghoddos; Малме, 6. септембар 1993) професионални је шведско-ирански фудбалер који примарно игра у средини терена на позицији офанзивног везног, а повремено наступа и на позицији каласичног нападача.

## Клупска каријера
Саман Годос је рођен 1993. године у шведском граду Малмеу, у породици иранских имиграната из Ахваза. Фудбал је почео да тренира још као дечак у локалном тиму из родног града, а пре него што је заиграо у највишем рангу шведског фудбала играои је за неколико нижеразредних клубова. 
У јануару 2016. поптисује вишегодишњи уговор са екипом Естерсунда из истоименог града, а у Алсвенскан лиги дебитовао је 4. априла исте године у утакмици против Хамарбија. У првој сезони у екипи Естерсунда одиграо је укупно 31 утакмицу и постигао 12 погодака, и на тај начин на себе скренуо пажњу неких од водећих европских клубова. 
Статус стандардног првотимца задржао је и наредне сезоне у којој је са тимом освојио и трофеј намењен победнику Купа Шведске. У јулу 2013. одиграо је и прву званичну утакмицу у европским такмичењима, квалификациони меч Лиге Европе против Галатасараја, а потом је у финалном кругу квалификација постигао два гола против грчког Паока и на тај начин омогућио свом тиму пласман у групну фазу. 

## Репрезентативна каријера
На позив селектора Шведске Јанеа Андерсона дебитовао је за репрезентацију „Три круне” у пријатељској утакмици са Обалом Слоноваче играној 8. јануара 2017. године. Четири дана касније у још једном пријатељском сусрету, овај пут против селекције Словачке, постиже свој први погодак за шведски тим (у победи од 6:0). 
У јуну 2017. Фудбалски савез Ирана контактирао је Годоса агитирајући на њега да промени спортско држављанство и у будућности игра за земљу својих родитеља. Званичан захтев за држављанство Ирана поднео је 21. августа, а свега четири дана касније у Амбасади Ирана у Стокхолму додељен му је пасош Ирана. Свега дан касније у медијима је објавио да ће убудуће наступати за иранску репрезентацију. Фудбалски савез Шведске је 29. септембра издао званично саопштење у којем даје дозволу свом некадашњем репрезентативцу да наступа за нову земљу.
За сениорску репрезентацију Ирана дебитовао је 5. октобра. 2017. у пријатељској утакмици са селекцијом Тогоа, а први гол постиже такође у пријатељској утакмици са Панамом играној 9. новембра исте године. 
Селектор Карлос Кејроз уврстио га је на списак играча за Светско првенство 2018. у Русији, где је одиграо све три утакмице у групи Б.

### Голови за репрезентацију Шведске
| №  | Датум            | Место    | Ривал    | Гол. | Рез. | Такмичење            |
| -- | ---------------- | -------- | -------- | ---- | ---- | -------------------- |
| 1. | 12. јануар 2017. | Абу Даби | Словачка | 6:0  | 6:0  | Пријатељска утакмица |

### Голови за репрезентацију Ирана
| №  | Датум             | Место | Ривал  | Гол. | Рез. | Такмичење            |
| -- | ----------------- | ----- | ------ | ---- | ---- | -------------------- |
| 1. | 9. новембар 2017. | Грац  | Панама | 2:0  | 2:1  | Пријатељска утакмица |

## Успеси и признања
ФК Естерсунд
- Шведски куп (1): 2016/17.